# Sollevamento pesi ai Giochi della XXIX Olimpiade - 69 kg maschile
Il concorso del Sollevamento pesi ai Giochi della XXIX Olimpiade, categoria 69 kg maschile si è svolto l'11 e 12 agosto 2008 presso il Beihang University Gymnasium.
La competizione è stata vinta dal sollevaore cinese Liao Hui. Il francese Venceslas Dabaya-Tientcheu ha concluso al secondo posto, guadagnando la medaglia d'argento. Il bronzo è stato assegnato al cubano Yordanis Borrero, dopo che la classifica è stata rivista a seguito della squalifica dell'armeno Tigran Gevorg Martirosyan, risultato positivo ad un controllo antidoping effettuato nel 2016 su un campione biologico prelevato durante le competizioni olimpiche. Le rianalisi, infatti, hanno rilevato come Tigran Gevorg Martirosyan avesse fatto uso di sostanze proibite dal regolamento come, stanozolol e turinabol.
Il Comitato Olimpico Internazionale (CIO), sempre nel 2016, ha squalificato anche l'atleta moldavo Alexandru Dudoglo anche lui risultato positivo ad un test atidoping che ha accertato l'assunzione di sostanze proibite. Per tale ragione il suo risultato, il nono posto in classifica, è stato cancellato.

## Risultati
| Pos.    | Paese          | Atleta                    | Strappo | Strappo | Strappo | Strappo   | Slancio | Slancio | Slancio | Slancio   | Totale |
| Pos.    | Paese          | Atleta                    | 1       | 2       | 3       | Risultati | 4       | 5       | 6       | Risultati | Totale |
| ------- | -------------- | ------------------------- | ------- | ------- | ------- | --------- | ------- | ------- | ------- | --------- | ------ |
| Oro     | Cina           | Liao Hui                  | 153     | 153     | 158     | 158       | 185     | 185     | 190     | 190       | 348    |
| Argento | Francia        | Vencelas Dabaya           | 147     | 151     | 153     | 151       | 187     | 197     | 197     | 187       | 338    |
| Bronzo  | Cuba           | Yordanis Borrero          | 140     | 145     | 148     | 148       | 171     | 171     | 180     | 180       | 328    |
| 4       | Azerbaigian    | Turan Mirzəyev            | 142     | 146     | 149     | 146       | 181     | 183     | 187     | 181       | 327    |
| 5       | Corea del Nord | Kim Chol Jin              | 140     | 146     | 150     | 146       | 180     | 180     | 180     | 180       | 326    |
| 6       | Azerbaigian    | Afgan Bayramov            | 137     | 142     | 145     | 145       | 175     | 187     | 187     | 175       | 320    |
| 7       | Thailandia     | Sitthisak Suphalak        | 141     | 145     | 147     | 147       | 171     | 171     | 175     | 171       | 318    |
| 8       | Giappone       | Shintani Yoshito          | 130     | 130     | 135     | 135       | 170     | 175     | 177     | 175       | 310    |
| 9       | Egitto         | Tarek Yehia               | 138     | 142     | 142     | 138       | 168     | 172     | 175     | 172       | 310    |
| 10      | Indonesia      | Edi Kurniawan             | 135     | 140     | 140     | 135       | 165     | 170     | 172     | 172       | 307    |
| 11      | Venezuela      | Israel José Rubio         | 139     | 143     | 143     | 139       | 167     | 171     | 171     | 167       | 306    |
| 12      | Germania       | Artiom Shaloyan           | 130     | 133     | 135     | 135       | 160     | 165     | 171     | 165       | 300    |
| 13      | Colombia       | Luis Miguel Pineda        | 127     | 132     | 135     | 132       | 161     | 167     | 170     | 167       | 299    |
| 14      | Sri Lanka      | Chinthana Vidanage        | 120     | 125     | 128     | 128       | 160     | 165     | 168     | 165       | 293    |
| 15      | Canada         | Francis Luna-Greiner      | 125     | 131     | 131     | 131       | 155     | 162     | 167     | 162       | 293    |
| 16      | Brasile        | Welisson Silva            | 130     | 135     | 138     | 135       | 155     | 162     | 162     | 155       | 290    |
| 17      | Romania        | Răzvan Martin             | 130     | 135     | 135     | 130       | 158     | 165     | 165     | 158       | 288    |
| 18      | Cipro          | Dimitrios Minasides       | 125     | 128     | 132     | 128       | 155     | 155     | 161     | 155       | 283    |
| 19      | Nuova Zelanda  | Mark Spooner              | 123     | 127     | 127     | 123       | 153     | 158     | 161     | 158       | 281    |
| 20      | Nepal          | Kamal Adhikari            | 107     | 114     | -       | 114       | 142     | 154     | -       | 154       | 268    |
| 21      | Tuvalu         | Logona Esau               | 102     | 107     | 110     | 110       | 138     | 144     | 148     | 144       | 254    |
| 22      | Tagikistan     | Nizom Sangov              | 110     | 115     | 117     | 115       | 130     | 135     | 138     | 135       | 250    |
| -       | Corea del Sud  | Lee Bae-young             | 150     | 153     | 155     | 155       | 184     | 186     | 186     | -         | dnf    |
| -       | Cina           | Shi Zhiyong               | 152     | 152     | 157     | 152       | -       | -       | -       | -         | dnf    |
| -       | Romania        | Alexandru Rosu            | 136     | 136     | 141     | 136       | 165     | 165     | 165     | -         | dnf    |
| -       | Colombia       | Edwin Mosquera            | 134     | -       | -       | 134       | -       | -       | -       | -         | dnf    |
| -       | Italia         | Giorgio De Luca           | 131     | 131     | 136     | 131       | 160     | 160     | 160     | -         | dnf    |
| -       | Albania        | Gert Trasha               | 136     | 136     | 136     | -         | -       | -       | -       | -         | dnf    |
| dq      | Armenia        | Tigran Gevorg Martirosyan | 153     | 156     | 156     | 153       | 183     | 185     | 185     | 185       | 338    |
| dq      | Moldavia       | Alexandru Dudoglo         | 145     | 145     | 148     | 145       | 163     | 168     | 172     | 172       | 317    |